# Bente Stokke
Bente Stokke, född den 29 december 1952, är en norsk bildkonstnär.
Stokke har gjort flera installationer, bland annat av aska till öppningsutställningarna i Museet for samtidskunst. Hon representerade Norge på Venedigbiennalen 1993, och gjorde även en installation av aska, formad som ett skepp, till öppningen av Nasjonalmuseet i den gamla Kværnerhallen i Lodalen 2004.